# Hasseltiopsis dioica
Hasseltiopsis dioica là một loài thực vật có hoa trong họ Liễu. Loài này được (Benth.) Sleumer mô tả khoa học đầu tiên năm 1938.